# Rafael María Merchán
Rafael María Merchán Pérez (Manzanillo, 1844-Bogotá, 1905) fue un periodista, escritor y diplomático cubano.

## Biografía
Nacido el 2 de noviembre de 1844 en la ciudad cubana de Manzanillo, siguió la carrera sacerdotal, que sin embargo abandonó por el profesorado y el periodismo. Escribió en La Antorcha y El Comercio de Manzanillo, y El Siglo y El País de La Habana. Fundó El Tribuno y, emigrado a Nueva York, fue redactor de La Revolución, órgano de la Junta cubana. Más adelante residió en París, donde colaboró con La Liberté, y en Panamá, donde redactó la parte española del Star & Herald. En Bogotá dirigió La Luz (1881-1884) y La Nación (1886-1887). Hacia comienzos del siglo XX representaba a la república cubana en Madrid, cargo en el que cesó en enero de 1904 por motivos de salud. Falleció en 1905 en Bogotá.